# Protopopivka, Odesa
Protopopivka (în ucraineană Протопопівка) este un sat în comuna Usatove din raionul Odesa, regiunea Odesa, Ucraina.

## Demografie
Componența lingvistică a localității Protopopivka
     Ucraineană (91,06%)
     Rusă (8,94%)
Conform recensământului din 2001, majoritatea populației localității Protopopivka era vorbitoare de ucraineană (91,06%), existând în minoritate și vorbitori de rusă (8,94%).